# Georgia Louise Harris Brown
Georgia Louise Harris Brown (Topeka, Kansas; 12 de junho de 1918 – 21 de setembro de 1999) é considerada a segunda mulher afroamericana a tornar-se arquitecta com licença nos Estados Unidos. Também foi a primeira mulher negra a obter um título em arquitectura da Universidade de Kansas, e o único membro negro do capítulo de Chicago de Alpha Alpha Gama (arquitectos femininos e mulheres profissionais aliadas).
Brown era filha de Carl Collins, um empregado de envio, e de Georgia Watkins, maestra de escola que também estudou música clássica. Teve 4 irmãos. Brown mostrou aptidão artística e mecânica sendo muito jovem: trabalhou em automóveis e interessou-se pela pintura. Estudou em Seaman High School e foi à Universidade de Washburn entre 1936 e 1937. Em 1938 mudou-se para Chicago e se matriculou em aulas no Instituto Armer de Tecnologia, mais tarde conhecido como o Instituto de Tecnologia de Illinois, e estudou com Mies van der Rohe. A partir de 1940, foi à universidade de Kansas e graduou-se em arquitectura em 1944, a primeira mulher negra a fazê-lo. Em 1941, casou-se com James A. Brown; divorciaram-se em 1952.
Começou a trabalhar em Chicago para Kenneth Roderick O'Neal de 1945 a 1949. Tornou-se arquitecta com licença o 19 de julho de 1949, e começou a trabalhar para Frank J. Kornacker & Associates nesse mesmo ano. Foi a encarregada dos cálculos estruturais nos apartamentos em 800 Lake Shore Drive em Chicago. Enquanto estava em Kornacker, assistiu a aulas de engenharia civil e teve outros trabalhos simultâneos. Trabalhou em Chicago até 1953, quando se mudou para o Brasil. Uma de suas razões para abandonar Estados Unidos foi porque «as oportunidades de progresso estavam limitadas por sua raça» e que no Brasil, teria menos limites raciais para seu sucesso.
Brown aprendeu a falar português estudando com um amigo e mudou-se permanentemente para São Paulo em 1954. Durante 1954 trabalhou para Charles Bosworth, mas mais tarde abriu a sua própria empresa de desenho de interiores, Escandia Ltda.
No Brasil, trabalhou em vários edifícios e projectos importantes. Foi directora de projectos e desenhadora de um grande complexo em Osasco e posteriormente propriedade de Pfizer Pharmaceutical Corporation em Guarulhos. Também desenhou uma planta de Jeep em São Bernardo e uma instalação de envio para a Siemens. Também desenhou um aeroporto para a Krupp. Outros aspectos destacados foram a fábrica de filmes Kodak Brasileire Comerico de 376.740 pés quadrados em São José dos Campos. Também desenhou mais de uma dúzia de casas pessoais de 1971 a 1985 para os brasileiros ricos.
Em 1995, transladou-se para Washington, D.C., onde se retirou e passou nos últimos anos como mentora voluntária dos jovens na Igreja Episcopal de São Lucas. Após ser submetida a uma cirurgia devido a um cancro em 1999, entrou num coma inesperado que durou duas semanas, até que faleceu.